# Ticha Penicheiro
Patrícia Nunes Penicheiro, detta Ticha (Figueira da Foz, 18 settembre 1974), è un'ex cestista portoghese, professionista nella WNBA.

## Carriera
È stata selezionata dalle Sacramento Monarchs al primo giro del Draft WNBA 1998 (2ª scelta assoluta).

## Palmarès
- Campionessa WNBA (2005)
- 2 volte All-WNBA First Team (1999, 2000)
- All-WNBA Second Team (2001)
- WNBA All-Defensive First Team (2008)
- 7 volte migliore passatrice WNBA (1998, 1999, 2000, 2001, 2002, 2003, 2010)